# ガクテンソク
ガクテンソクは、吉本興業（東京本社）所属のお笑いコンビ。2005年9月結成。
THE MANZAI2011・2013・2014ファイナリスト、THE SECOND2024王者。旧コンビ名、学天即（がくてんそく）。2021年11月6日に現コンビ名へと改名した。

## メンバー
よじょう（1981年〈昭和56年〉7月30日 - ）（44歳）
ボケ担当。
- 本名および旧芸名：四条 和也（よじょう かずや）。その他の旧芸名は後述。
- 兵庫県宝塚市出身、関西大学社会学部卒業。東京都国分寺市在住。身長169cm、体重58kg。血液型O型。
- 元々教師を志していたが、教育実習として当時荒れていた母校である宝塚市立安倉中学校へ行った際、1年生のヤンキーにカツアゲされ怖くなり嫌になった。中学社会と高校地理歴史の教員免許を所持している。
- 約8年間、茶道（裏千家）の経験がある。
- 酒に強い。米・小麦・よもぎアレルギー。
- 奥田曰く「よじょうは『桂馬』。一歩進んで迷っているイメージ」。
- 2014年12月22日、6年間交際していた一般女性と入籍。
- 『よしもとラジオ高校〜らじこー』（FM大阪）のコーナー・「四条先生がんばる シーズン2」がキッカケで、眉サロン・歯のホワイトニング・日焼けサロンに通い始めた結果、3年以上なかった夜の営みに至るなど妻との関係が回復した。
- 2016年7月26日放送『よしもとラジオ高校〜らじこー』にて、「四条先生と大喜利対決」のコーナーにゲスト出演した山田涼介（Hey! Say! JUMP）が罰ゲームとしてよじょうが着用していたTシャツの左胸に付いていたワッペンを剥がし、後日山田本人から番組へお詫びの手紙と共にポロシャツが贈られた。よじょうはこの対応に感激して「とびっ子」宣言した上にファンクラブへも入会、コンサートを観覧する。また、『関ジャニ∞のジャニ勉』（関西テレビ）で共演経験がある関ジャニ∞や、『あほやねん!すきやねん!』（NHK大阪放送局）で共演経験のあった重岡大毅の所属するジャニーズWEST（現WEST.）のファンクラブにも入会し、コンサートを観覧している。さらにKis-My-Ft2のコンサートも観覧、その他のジャニーズ所属グループにも興味を示している。2019年9月現在、前述以外に嵐とジャニーズJr.（現ジュニア）のファンクラブにも入会している。
- SNSをあまり更新していなかったが、2019年1月1日より自身のInstagramにて「#今日のひらがな」と題した投稿を始めた。しかしアカウントに認証済みバッジがつかなかったことや、いいねといった反応が薄かったため2020年1月1日にInstagramとTwitterのアカウントを削除、mixiのアカウントのみ登録している。その後、SILKHATで行われたスナックにてマネージャーからInstagramのアカウントを復活させるよう命じられ、約束通り2021年1月1日に再開させた。
- 2021年9月、狩猟免許を取得。

奥田 修二（おくだ しゅうじ、1982年〈昭和57年〉3月3日 - ）（43歳）
ツッコミ担当。
- 兵庫県宝塚市出身、修成建設専門学校卒業。身長181cm、体重75kg。
- 実家は造園業を営んでおり、本人も2級造園施工管理技士の資格を所持している。
- ゴルフ好きで、50ヤード内のアプローチが特技である。
- 社会情勢など世界中のニュースを調べるのが趣味だが、きっかけは『ニュースステーション』（テレビ朝日）に出演していた小宮悦子の脚を見ていたら自然とニュースが頭に入って来るようになったから。
- 中学1年まで、どんなに雨が降ろうが傘を差したことがなかった。雨が降るとプールの授業がなくなるなど楽しみにしていた予定が台無しになるため、両親から傘を使うよう言われカッパを無理矢理着させられることがあっても雨を無視しようと決め、傘を使わないことにこだわりを持っていた。しかしある時、学校で流行ったKANGOLの傘を持っていると女子からモテると聞き、すぐさまKANGOLの傘を買ってからは傘を差すようになった。
- アイドルが好きで普段からアイドルを見ていた奥田は、女性の髪の変化を気付くようにしている。
- 高校時代にモーニング娘。のファンになるなど、元々アイドル好きであるにも拘らず公表していなかった。その後『やかせて!ソーセージ』の企画でAKB48を取材して以降夢中になり、さらに『5upよしもとpresents Super 0crew Fes in Osaka』でのダンス対決がきっかけでももいろクローバーZにもハマり、当時からアイドル好きを公言するようになった。他にも私立恵比寿中学・TEAM SHACHI・たこやきレインボー・でんぱ組.inc・乃木坂46・BiSH・BiS・GANG PARADE・EMPiRE（現・ExWHYZ）・Negicco・大阪☆春夏秋冬・BILLIE IDLE®など数多くのアイドルのファンで、大多数とテレビ・ラジオでの共演が実現している。
- AKB48のシングル「Green Flash」Type Nのカップリング収録曲、NMB48「パンキッシュ」のMVへ通行人として出演。仕事に向かう途中で偶然撮影現場を通りがかったところ、山本彩（当時NMB48）とすれ違ったシーンがカットされず出演が実現する形となった。
- 専門学校卒業後は就職、造園業に携わっていた時期がある。しかしその仕事が好きすぎるあまり、1週間が4日ほどのペースで過ぎている感覚に陥って急に死ぬとさえ考えるようになり、2年ほどで辞めてしまう。以降はあえて自分には向いていない仕事に就こうと、ヒップホップ系のファッションを扱う洋服店などでのアルバイトを経験。また大学に進学した友人たちが就職活動に勤しむ中で、自分の将来を話していたことに触発され改めて人生について考えるようになり、M-1グランプリを見たのがきっかけで芸人を志すようになる。
- かなり口数が多い。2016年2月11日に先輩の哲夫（笑い飯）と共に開催したトークライブ「政治を語る同論会 お客様との議論もしますスペシャル」では、20時に開演してから延長を重ねた結果、9時間後の翌朝5時にようやく終演。さらにその後もスタッフと2時間しゃべり続けた。
- 2017年3月6日には自身の35歳を祝う生誕祭として、『学天即奥田 35th Anniversary party G3〜Namba IDOL Summit』をなんばグランド花月で開催。アシスタントに夢眠ねむ（当時でんぱ組.inc）、ゲストにチームしゃちほこ、Negicco、BiSHを迎え、吉本新喜劇を織り交ぜたステージを繰り広げた。オファーを出した際、誰か1組でも出てくれたらラッキーかなと思っていたところ全組の出演が決まり、「自分の力ではなく、読売テレビ、MBSラジオ、FM OSAKAの各局で仕事をしたことがあるのが大きな理由だと思う」と各局への感謝の意を表している。
- 2022年10月14日には、『GANG PARADE in なんばグランド花月』をなんばグランド花月で開催。荒廃した高校の再建を託された奥田扮する新任教師が新設したアイドル学科で特別講師の芸人たちを招いて、不良生徒役のGANG PARADEにさまざまな特別授業を行い、アイドルとして更生させていくストーリーが展開された。
- 2024年1月14日には、『GANG PARADE vs ルミネtheよしもと』をルミネtheよしもとで開催。東京でのライブ会場でGANG PARADE、ZiDol、ジュースごくごく倶楽部がトリプルブッキングとなってしまい、3組によるライブ対決とお笑い対決で解散をかけた勝負が行われた。
- 2018年12月から、約9年間止めていた喫煙を再開した。その理由について「時代が禁煙に向かってるから、今を楽しもうと思って」と話している。吸っている銘柄はアメリカンスピリット。
- 2019年2月4日のルミネtheよしもと本公演3回目出番から、舞台用メガネをかけ始めた。そのメガネのブランドはBJ CLASSIC。『やりすぎ都市伝説』（テレビ東京）出演時には、メガネにストラップをつけている。
- 2019年5月4日より、自身のInstagramにて「#匂わせ朝ごはん」と題した投稿を始めた。自身が作った朝食などをランチョンマットの上に置き、写真を撮る際にもう1枚同じ柄をしているランチョンマットをギリギリ見切れる程度の場所に置き、あたかも彼女がいるように思わせる写真を投稿している。番組の共演者からは写真で匂わせられるようにとランチョンマットや箸などが贈られている。旅館の朝食を意識していて、翌日の朝ごはんのために前日から仕込んでいる。2020年3月5日放送『上泉雄一のええなぁ!』（MBSラジオ）にて、上泉雄一（MBSアナウンサー）に「なんでそんなことをしてんの?」と聞かれ、「独身が長すぎてこじらせた結果こうなりました」と答えている。
- 2019年7月22日に投稿したツイートが瞬く間に拡散され、次の日より各情報番組にて発言が取り上げられた。『スッキリ』（日本テレビ）にてツイートが取り上げられた際、他の芸人のツイートを紹介する際は顔写真が掲載されていたが奥田は顔写真でなく、前方後円墳のようなピクトグラム（厳密にはSNSの初期アイコン状の胸像のピクトグラム）で紹介されていた。
- 自称「1人呑みの達人」。
- Twitterでエゴサーチした時に「奥田さんおもしろい!」など、自身を褒めてくれている書き込みを見つけると非常に嬉しいもののあえて喜ばない。その理由は、どんなに沢山の人が褒めてくれても天狗にならないよう自身を律するため。しかし、「あの番組で奥田さんの言ったあのツッコミが面白い!」といった細かいとこを褒めてくれている書き込みには物凄くテンションが上がってしまう。
- 2020年1月、人生で初めて手袋を買った。これまではあまり気にしていなかったが、バーゲンセールをやっていたのでこの機会に買ってみたという。
- 小学6年以来、26年ぶりに歯医者へ行った。
- クレーンゲームを趣味とし2024年10月1日TBS「再現できたら100万円!THE神業チャレンジ」などゲスト出演で腕前を披露している。

## 略歴
コンビ名は、1928年の大礼記念京都博覧会で大阪毎日新聞が出品した東洋で初めてのロボットである「學天則」が由来。実物でなく、映画『帝都物語』に登場した學天則に奥田が影響を受けコンビ名につけようと考えたが、M-1グランプリのエントリー用紙に記入したコンビ名の字が汚すぎて「学天則」を「学天即」に間違えられた。
2人は中学からの同級生で在学当時は互いに目立たないキャラで顔見知り程度だったが、20歳の頃に地元のプール監視員のバイトとして偶然再会。2人ともモテたいあまり髪型を丸刈り（奥田はヴィジュアル系に憧れて髪の毛を緑に染め、よじょうは金髪にしたことがある）にしてヒゲを生やし、真っ黒に日焼けをした風貌となったにも拘らず女の子には奥手だったことから意気投合。その後奥田がM-1グランプリへの出場を目指し、よじょうとは別の友人にコンビを組もうと誘うが断られてしまう。やけ酒を飲んでいた時に慰めてくれたよじょうを奥田が誘い、よじょうも「ええけど、俺ボケしかでけへんで」と断りつつもコンビを結成。2005年のM-1グランプリにアマチュアながら準決勝進出を果たす。そして吉本興業のオーディションに合格、2007年12月より吉本へ所属する。一般からの所属でNSCでは大阪校27期及び東京校10期扱いとされる。
ワラbにリニューアルする4ヶ月前から連続してサライヴWARで1位、5upよしもと内のバトル形式のライブ「ファーストバトル」では3ヵ月連続1位を獲得、ABCお笑いグランプリでは第35・36回の2年連続で予選を1位で通過、さらにTHE MANZAIでは4年連続で認定漫才師50組に選出、2011・2013・2014では決勝進出を果たすなど頭角を表す。特に2014の本戦サーキットでは出場した京都ラウンド・大阪ラウンドでいずれも1位を獲得、サーキットランキングを1位で通過した。
第1回ytv漫才新人賞、第42回NHK上方漫才コンテストなど数多くの賞レースで準優勝が続いたものの、平成25年度NHK新人演芸大賞演芸部門でコンビ初となる大賞を受賞。
baseよしもと→5upよしもとに出演していたが、2014年2月に卒業。卒業後はなんばグランド花月を中心に出演。
2021年11月6日に行われた単独ライブ「シン・ガクテンソク劇場版〜さらば、全ての学天即〜」で、コンビ名を漢字表記の「学天即」からカタカナ表記の「ガクテンソク」への改名を発表した。M-1グランプリもラストイヤーを迎え、新たな気持ちで16年目をスタートしたいと考えタイミングを見て改名に踏み切ろうとしたが、コロナ禍で予定が延びて単独ライブ千秋楽公演のタイミングでの改名になった。改名にあたり、初めて姓名判断をしてみたところ漢字の「学天即」は「よく15年持ったなってレベル」の地獄だった一方、カタカナの「ガクテンソク」は大吉だった。なお、大阪吉本で一番偉い社員からは「カタカナに改名するくらいなら、もっと思いっきり変えてみたら?」と「クッキー&クリーム」「ミルクティー」が候補として提案されていた。
2023年2月14日放送「らじこー」及び放送後の各個人SNSで、2023年4月1日より吉本興業東京本部への移籍を発表した。
2024年5月18日、THE SECOND 〜漫才トーナメント〜2024に出場し、コンビ結成初のファイナリストとなる。グランプリファイナルでは1回戦で288点を獲得してラフ次元を、準決勝で283点を獲得して第1回大会ファイナリスト・金属バットをそれぞれ下し、決勝では294点を獲得しザ・パンチと51点もの差をつけて優勝。決勝で獲得した294点は大会史上最高得点である。

## 芸風
主に漫才で、正統派のしゃべくり漫才を得意とする。
- コントを演じるのは稀だが、キングオブコントでは2010年・2011年と連続で準決勝進出、2021年にも準決勝進出となっている。
- ネタは主に奥田が日常の出来事をヒントとして書いている[44]。ネタの作り方はその時々で変わるが、2018年頃は一つのテーマから2人で考えた後、よじょうが一旦ネタを1本全部作り上げてから奥田が手を加える手法をとっていた[45]。2019年現在は2人とイベントに付く作家2名の計4名でネタの方向性を決め、中身のボケを皆で考えてそれを奥田がまとめてから台本を作っている[46]。
- ショートネタでは「プロ野球珍プレー・好プレー大賞」というネタを持つ。奥田がものまねでナレーション・みのもんた、よじょうが野球選手を担当する。
- みの以外にも奥田のものまねのレパートリーとして山崎まさよし、松山千春、戸張捷、安倍晋三、村西とおる、天竜源一郎などがある[47]。

## エピソード
- 中学時代、奥田の身長が150cmに対して体重が67〜68kgもあった。よじょう曰く「奥田は今でこそシュッとしてるけど、当時はむっちゃくちゃ太ってた」「完全な丸。丸に手が生えたみたいな」、奥田曰く「体脂肪率がだいたい豚まんと一緒」だった。身長体重測定を行い、保健室の先生に肩を掴まれて「部活入りなさいよ!」と忠言され剣道部に入った。その後は中学3年で一気に身長が伸び、卒業時には177cmになっていた[48]。
- 宮川大助・花子に贈呈してもらった衣装を着用することがある。なんばグランド花月のロビーで寝ている大助を奥田が見かけ、ソファにかけてあった大助のジャケットを何となく見ているとそこに花子が通りがかった。すると突然、花子が「なんやのあんた、大助くんのジャケット着たいみたいな顔して」と声をかけた。奥田は「面白い写真が撮れたらいいか」という気持ちで大助のジャケットを着てみると、身幅がぴったりだった[49]。それを見た大助が「わしと同じサイズのやつ、何年ぶりや! わしが着てた服、みなやるわ!」と声を荒らげ、花子も「服、はよ貰いや。大助くんはいらん服すぐ燃やすから」と促してそのまま大助・花子は舞台出番に向かった。大助の服を貰うため舞台袖で待機していると、出番終わりの大助が奥田に「わしが着てた服をお前にあげるのもな。もう衣装作ったるわ」と話した。大助はたまたまその場にいたよじょうにも「お前のも作ったるわ」と言ってくれて、一緒に作成してもらった[50]。
- 一度、解散寸前の喧嘩へ発展したことがある。元々M-1グランプリに憧れてお笑いを始めたがなかなか決勝まで辿り着けず、2010年にM-1グランプリとbaseよしもとが無くなった。奥田はそれで完全にモチベーションが喪失し芸人を辞めるためとして解散を提案するも、よじょうと揉めて喧嘩になった。その後に話し合った結果、『今ここでお笑い辞めたら、俺らがお笑いやってたなんて誰も知らないまま終わる。俺らが辞めた時に“あいつらお笑い辞めたんやな”って思われるまでは続けよう』と解散を踏み止まった。その際にやれそうなことを書き出し、そこから出来ないものを全部消していくと『漫才』と『ネタ』だけが残った。この2つで一番を目指して無理なら辞めようと決心してからは喧嘩をしなくなり、翌年にTHE MANZAIにおいて決勝まで漕ぎ着けた[51]。
- 中学からの同級生で組んでいるが、奥田が常にうるさく面倒臭いと相方・よじょうも周囲の芸人仲間も感じているため、2016年12月29日放送『お騒がせニュース2016 よしもと芸人100人 しゃべっても大丈夫』（関西テレビ）の「お前ら仲悪いんちゃう!? 解散しそうなコンビはどいつだランキング!」にてギャロップに次ぐ2位にランクインした[52]。実際はある程度仲は良く、奥田がよじょうを家に招くなど関係性は改善されている。
- 2019年5月30日放送『上泉雄一のええなぁ!』にて、コンビを組む前の"友達"の頃はどちらかの家に行き、恋愛バラエティ番組を見ながら2人で飲むことがよくあった旨を話した。コンビ結成当初も2人で飲みに行くことがあったもののお酒が入ると仕事のことでケンカをしてしまうので、徐々に2人だけで飲みに行く機会は減っていき、マネージャーが間に入って3人で飲むようになった。上泉アナが「久しぶりに学天即2人きりで飲んでるの見たいけどな〜」と言ってみると、よじょうから「行ってみましょうか?」と誘う。すると奥田は「ファストフードに飲みに行くか? ただ乾杯は恥ずかしいな...」と照れながら答えた[53]。
- 互いを「和くん」「修ちゃん」と呼び合っていた時期があった。よじょうの再改名後（四条→つくね→よじょう）も奥田は度々よじょうを「つくね」と呼んでいる。普段は互いを「お前」と呼んでいる[54]。よじょうを「よじょうちゃん」と呼ぶこともある。
- 2014年12月22日、よじょうが6年間付き合っていた一般女性と入籍するもなかなか公表せず活動していた。これに対して「調子に乗っている」と感じた奥田が2015年1月8日に「ファミマTheよしもと」が行われた大阪市内にあるファミリーマートで一般のお客さんが10数名いる前でよじょうの結婚を初公表する。奥田の目論見としては「一番こじんまりとした場所で言うたれ」であった。お客さんは状況を理解できていながら拍手はしてくれた[55]。
- 2020年12月20日、ラストイヤーだったM-1グランプリ2020を敗者復活戦4位という結果で終えた[56]。18時に帰阪する予定だったが打ち合わせがあるという体でテレビ朝日に残されており、実は『テレビ千鳥』での生放送によるサプライズであった。大悟サンタこと大悟（千鳥）からは事前に調査していた2人の好きなメーカーであるTHE NORTH FACEのダウンジャケット（奥田には黒、よじょうには赤）を、さらには新大阪駅行きのグリーン車チケットもプレゼントされた。最後に大悟から「ペニ根太先細赤」と書かれた色紙を渡され、よじょうが「これ多分、俺やんな?」と自宅にこの色紙を持ち帰っている[57][58]。
- 2020年12月23日深夜に行われた奥田のインスタライブにて、2016年頃にコンビ間で今後の話をしていた際に奥田がよじょうに「もう無理や。俺はもう枯れた。よじょうちゃんごめん、巻き込んで。あなたの人生を俺の思いつきに巻き込んでごめん」とこぼして謝罪していたと話した。奥田が挫折した理由として「漫才が多様化していったから」と話している。また、翌年はネタ作りを一時期よじょうに任せていたこともあった。しかし2020年3月頃からコロナ禍に陥り、舞台にも立てなくなり収入が大幅減少した際には他の芸人が有料配信等で稼いでいるのを見た奥田は「仕事が無くなったとか給料が無くなったとかじゃない。元々は自分達でお金を払い、舞台を借りて、人を集めて漫才をやっていた。だから"無くなった"がおかしい。元に戻ったんだ。これまで仕事があったことが奇跡なんだ」と思い、芸事での収入が全く無かった1年目の頃を思い出しながら原点回帰してネタ作りを始めたところ、楽しいと感じ始めたと語っている。
- ラストイヤーとして臨んだM-1グランプリ2020は、M-1用に作成したネタ1本のみで挑んでいた。2019年大会にて3回戦進出で終わった際、奥田には「もう1本ネタを作っていたが、それは準々決勝で出そうと決めていた。3回戦で準々決勝用のネタを出していれば…」という後悔があった。その後悔をラストイヤー以降に残さないため、よじょうに許可を取った上でネタを1本のみ作成して準決勝進出となるも決勝までは行けなかった。なお敗者復活戦では異なるネタを披露したが、準決勝まで演じていたネタを敗者復活戦で出すという選択肢はなかったと話した。これに関して2020年12月23日深夜のインスタライブにて、奥田は「"準決勝までずっとしてたネタを敗者復活でしていればストレートで決勝まで行けたかもしれない"って声もあったけど、どっちにしたって12月20日で（学天即のM-1人生が）終わることが決まっていた。だから選択肢なんて残したくなかった。どんな形であれ、僕らがお笑いを始めるきっかけになったM-1っていうものが終わることが確定していたんで、そこに至るまでの道筋は自分達で決めたかった」と話している。
- 2022年1月、新型コロナウイルス感染による芸人のライブ・テレビ休演が次々と起こり、その度にガクテンソクが休演になった芸人の代打で出演する事が多くなった。なんばグランド花月やよしもと漫才劇場を始めとする関西各地の劇場に代演で出演した他、同年1月25日放送『2時45分からはスローでイージーなルーティーンで』（関西テレビ）では火曜メインMCの山名文和（アキナ）が新型コロナウイルスに罹患したため、ガクテンソクがピンチヒッターとしてMCを務めた[59][60][61]。これらを受けて奥田が「#代打といえばガクテンソク」というハッシュタグを作りTwitterにてツイートしたところ[62][63][64]、なんばグランド花月スタッフの目に留まり「代打の神様」となんばグランド花月夜公演の出演者紹介欄に書かれていた[65]。

### よじょうの芸名について
よじょうは出演した番組で後述のように様々な芸名に改名をさせられている。
- 『よしもとラジオ高校〜らじこー』内コーナー・「四条先生と大喜利対決」の罰ゲーム[注釈 18]により、番組内限定で「三浦」（みうら、2016年5月24日[66] - 10月25日）、「津久武」（つくぶ、2016年11月1日[67] - 12月6日[68]）、「さくま」（2016年12月13日 - 2017年1月10日[69]）、「にじやき」（2017年1月17日 - 6月27日[70]）を経て、2017年7月4日放送分から名乗っていた「つくね」に、2018年から正式な芸名として改名[注釈 19][71]。芸名をつくねに改名した理由は銀シャリ・ライス・笑い飯・和牛・とろサーモンなど、賞レースで結果を残した芸人に食べ物の名前が多いことから[72][73]。だが改名後も本名で呼ばれたり、「つくし」「つみれ」「おいも」などに間違われたりと大して浸透しなかった。自身も「つくね」という芸名に親しみを持てず恥ずかしくなってきたこと、また本名の四条を「しじょう」と読み間違われることが多かったため同年10月1日から、平仮名表記の「よじょう」に再度改名する運びとなった。同時に「つくねに恥をかかせたということで、つくねに改名した9ヶ月間と同じ期間、つくねにはつくねを食べさせません!」と相方・奥田が宣言し、「あれだけの人気メニューに傷をつけてしまったので、食べません!」と渋々受諾した[74][75]。番組内ではその後、2020年7月28日放送分の「よじょうと大喜利対決」の罰ゲームにより、「歯石」に改名[76]。さらに2020年8月25日放送分の「歯石と大喜利対決」の罰ゲームにより「キャッサバ」、2021年5月11日放送分の「キャッサバと大喜利対決」の罰ゲームにより「くるみ」へ改名[77]。その後「よじょう」に戻ったが、番組を卒業するまで毎回異なる名前をオープニングで名乗っていた。「よじょう」に再改名してからも奥田は「つくね」と呼んでいたり[78]、吉本の公式プロフィールでも「よじょう」への再改名のニュースのリンクが貼られているにも拘らず、2019年になってからも「つくね」が掲載されたままになっていたが、2019年3月時点で「よじょう」に変更されている[79]。
- だが、再改名後に出演した2018年11月9日放送分の『こんちわコンちゃんお昼ですょ!』（MBSラジオ）において、近藤光史から平仮名表記の本名に戻した芸名の再改名が全然面白くないと言われた上、近藤が複数考案した候補の中から「ぼうえんきょう」と命名されたため当日の放送は「ぼうえんきょう」として出演、直後に録音された番組ジングルも「ぼうえんきょう」名義で使用された[80]。また、『学天即のジャージですよ』（FM宝塚）でも、2019年5月22日放送分からは「ぼうえんきょう」名義で出演していたが[81]、2019年7月31日放送分の「ザビエルぼうえんきょうの教会」のコーナーに寄せられたリスナーからの悩みに対してよじょうが五千円札を用いる回答を出し「ぼうえんきょう」からの昇格が許され、五千円札の肖像画の樋口一葉にちなんで「一葉（いちよう）」、2020年6月17日放送分から2021年3月31日放送分まで「二葉（ふたば）」に改名[82]。そして「三葉」を経てから「よじょう」に戻る予定だったが新年度からのアシスタント交代と番組リニューアルに伴い、2021年4月7日放送分から「よじょう」名義に戻っている[83]。

### 「らじこー」内のエピソードについて
FM大阪にて2014年4月1日から始まり、毎週月曜日〜木曜日の21時から21時54分に放送されているラジオ番組。学天即は「らじこー」放送が始まって以来、毎週火曜日担任（番組内では先生と呼ばれる）、芸人をサポートするアシスタントとしてみぃが副担任を務めた。2023年3月28日放送をもって、担任を卒業。
- 奥田は仕事などで番組を欠席した時や担当曜日以外の放送も欠かさずチェックしており、放送中Twitterに投稿をしたり番組に直接電話したり[84]スタジオへ登場することもある[85]。また番組終了後にスタッフと定期的に食事会を行う[86]など、常に番組への愛を示していることからみぃやスタッフからは「殿」と呼ばれている[87]。
- 前述のとおりコーナー「四条先生がんばる シーズン2」がキッカケとなり、よじょうが眉サロン・歯のホワイトニング・日焼けサロンに通い始めた結果、3年以上なかった夜の営みに至るなど妻との関係が回復した[8]。
- 2016年7月26日放送の『よしもとラジオ高校〜らじこー』で、「四条先生と大喜利対決」のコーナーに山田涼介（Hey! Say! JUMP）がゲスト出演してその際によじょうに起こった事件がきっかけで、ジャニーズアイドルを応援するようになった。
- 2018年1月1日放送分から1月4日放送分まで、特別企画『らじこーシャッフル』を放送した。らじこー担任をシャッフルしてランダムに2組を決め、その2組で事前収録をした。2018年1月2日につくね（よじょう）と盛山晋太郎（見取り図）、2018年1月4日に濱家隆一（かまいたち）と奥田のらじこーシャッフルが放送された。
- 2018年10月18日放送分から10月24日放送分まで、特別企画『ラブラブらじこー』を放送した。タイトルは多田智佑（トット）が命名。組み合わせは2018年8月17日開催の「よしもとラジオ高校 らじこーフェス!〜真夏の特別授業SP〜」内で決められた。2018年10月18日によじょうと桑原雅人（トット）、2018年10月23日に奥田と多田のラブラブらじこーが生放送された。
- 前述のとおり、らじこー内コーナー「四条先生と大喜利対決」の罰ゲーム[注釈 18]により、2017年7月4日放送分から名乗っていた「つくね」に、2018年から正式に芸名を改名した[注釈 19][71]。しかし改名後も本名で呼ばれたり、「つくし」「つみれ」「おいも」などに間違われるなど浸透しなかった。自身も芸名に親しみを持てず恥ずかしくなってきたため、本名の四条を「しじょう」と読み間違われることが多かったことから、同年10月1日から平仮名表記の「よじょう」に再度改名することとなった。再改名後初の放送時、「つくね」に改名した際の採算と今後の対応が全く取れていなかったと奥田が激怒しその後喧嘩に発展。田崎佑一（藤崎マーケット）やリリー（見取り図）から後々心配される事となった。
- よじょうがやりたい事を実現させる「よじょうがやりたい10のこと」（2019年9月24日 - 2019年12月31日）でおこなったのは、「市川海老蔵のブログプレゼン[88]」「寝バックプレゼン[89]」「ジャニーズクイズ[90]」「スタジオの周りを1周[91]」「奥田からのもみ10[91]」「リスナーと電話[91]」「モノマネ[92]」「Uberよじょう[93]」「ギャグを作る[94]」「リスナーにプレゼント（Google Home）[95]」。
- リスナーが奥田にさせたいことを奥田が実行する「奥田にさせたい10のこと」（2020年1月21日 - 6月16日）でおこなったのは、「ハイテンションでリスナーの誕生日を祝う[96]」「芸人のゴシップを言う[97]」「奥田あるあるを言う[98]」「みぃとFM OH!局内を走る[99]」「ミニロトを買う[100]」「桐生一馬お悩み相談[101]」「リスナーに私物プレゼント（奥田・バッグ4点（各1名・計4名にプレゼント）、よじょう・G-SHOCK）[102]」「『うちで踊ろう』のコラボレーション動画を投稿[103]」「6月1日から一週間アメブロを毎日更新する[注釈 20][104]」「よじょうとみぃの似顔絵を描く[105]」。
- 2024年7月20日から国分寺市観光大使を務めている。

## 出囃子
- 東京パノラママンボボーイズ「キーハンター（非情のライセンス）」
  - 結成当初には、オフスプリング「PRETTY FLY（FOR A WHITE GUY）」を使用していた。
  - その後、2016年までは ゴーカートモンキー「ああ人生に涙あり」が使用されていたが、曲冒頭の「オーマイガー!」が流れると変な空気になってしまうことが多かったため、2017年から[ALEXANDROS]「starrrrrrr」に変更した[106]。
  - しかし、2017年7月14日開催の「月極! 学天 新ネタLIVE」のオープニングトークで、出囃子を変更するかどうか迷っているとして「starrrrrrr」の他に、野際陽子「非情のライセンス」と東京パノラママンボボーイズ「キーハンター（非情のライセンス）」を出囃子に使用。終演後、奥田のTwitterでもアンケートを行い、「starrrrrrr」が得票数を多く集めた[107]が、同年8月18日開催の「学天即 夏の大祭り2017『漫才万博』」で出囃子の1曲に「キーハンター（非情のライセンス）」を使用し、9月下旬頃から劇場本公演や営業などでも出囃子が変更された。

## 賞レースでの戦績

### Ⅿｰ1グランプリ
| 年度   | 結果         | 会場                 | 日時       | 備考                        |
| ------ | ------------ | -------------------- | ---------- | --------------------------- |
| 2005年 | 準決勝進出   | なんばグランド花月   | 2005/12/11 | アマチュアとして出場        |
| 2006年 | 3回戦進出    | ABCホール            | 2006/11/18 | アマチュアとして出場        |
| 2007年 | 3回戦進出    | ABCホール            | 2007/11/17 |                             |
| 2008年 | 3回戦進出    | ヴィアーレホール     | 2008/11/29 |                             |
| 2009年 | 3回戦進出    | 京橋花月             | 2009/11/28 |                             |
| 2010年 | 3回戦進出    | 京橋花月             | 2010/11/21 |                             |
| 2015年 | 準決勝進出   | EX THEATER ROPPONGI  | 2015/11/19 | 予選24位、敗者復活戦6位     |
| 2016年 | 準決勝進出   | なんばグランド花月   | 2016/11/07 | 予選14位、敗者復活戦9位     |
| 2017年 | 準々決勝進出 | メルパルクホール大阪 | 2017/11/02 |                             |
| 2018年 | 準々決勝進出 | なんばグランド花月   | 2018/11/05 |                             |
| 2019年 | 3回戦進出    | よしもと漫才劇場     | 2019/10/30 |                             |
| 2020年 | 準決勝進出   | NEW PIER HALL        | 2020/12/02 | ラストイヤー、敗者復活戦4位 |

### キングオブコント
| 年度   | 結果         | 会場                      | 日時           |
| ------ | ------------ | ------------------------- | -------------- |
| 2008年 | 2回戦進出    | ヨシモト∞ホール大阪       | 2008/08/24     |
| 2009年 | 2回戦進出    | ヨシモト∞ホール大阪       | 2009/08/10     |
| 2010年 | 準決勝進出   | 赤坂BRITZ                 | 2010/08/29     |
| 2011年 | 準決勝進出   | 赤坂BRITZ                 | 2011/08/26     |
| 2012年 | 2回戦進出    | テイジンホール            | 2012/08/21     |
| 2013年 | 2回戦進出    | テイジンホール            | 2013/08/11     |
| 2014年 | 2回戦進出    | 5upよしもと               | 2014/08/20     |
| 2015年 | 2回戦進出    | 大丸心斎橋劇場            | 2015/08/13     |
| 2018年 | 2回戦進出    | 大丸心斎橋劇場            | 2018/08/10     |
| 2021年 | 準決勝進出   | 日経ホール                | 2021/09/02・03 |
| 2022年 | 準々決勝進出 | よしもと漫才劇場          | 2022/08/18     |
| 2023年 | 2回戦出場    | タワーホール船堀 小ホール | 2023/08/03     |

### その他
2011年
- 第9回 MBS新世代漫才アワード  - 決勝進出（決勝1回戦敗退）
- THE MANZAI - 決勝進出（予選サーキットランキング9位で決勝進出、Cグループ4位で敗退）

2012年
- 第33回 ABCお笑いグランプリ - 決勝進出（6位）
- 第1回 ytv漫才新人賞 - 準優勝
- 第10回 MBS漫才アワード - 決勝進出（決勝1回戦敗退）
- 2012年 第42回 NHK上方漫才コンテスト - 準優勝
- THE MANZAI - 認定漫才師

2013年
- 第2回 ytv漫才新人賞 - 準優勝
- 第43回 NHK上方漫才コンテスト - 決勝進出
- NHK新人演芸大賞 - 演芸部門大賞
- THE MANZAI - 決勝進出（予選サーキットランキング11位で決勝進出、Bグループ4位で敗退）

2014年
- 第35回 ABCお笑いグランプリ - 準優勝
- 第3回 ytv漫才新人賞 - 4位・ツイッター特別賞
- 第49回 上方漫才大賞 - 新人賞
- 歌ネタ王決定戦 - 準決勝進出
- THE MANZAI - 決勝進出 予選サーキットランキング1位で決勝進出、Bグループ3位で敗退）

2015年
- 第36回 ABCお笑いグランプリ - 準優勝
- 第4回 ytv漫才新人賞 - 優勝
- 第50回 上方漫才大賞 - 奨励賞

2016年
- 歌ネタ王決定戦 - 準決勝進出

2017年
- R-1ぐらんぷり2017 - 2回戦進出（よじょう）
- R-1ぐらんぷり2017 - 3回戦進出（奥田）

2018年
- R-1ぐらんぷり2018 - 3回戦進出（よじょう・奥田）
- 歌ネタ王決定戦 - 準決勝進出

2019年
- R-1ぐらんぷり2019 - 準々決勝進出（奥田）
- 歌ネタ王決定戦 - 準決勝進出

2020年
- R-1ぐらんぷり2020 - 3回戦進出（よじょう）
- R-1ぐらんぷり2020 - 準々決勝進出（奥田）

2021年
- 歌ネタ王決定戦2021 FINAL - 準決勝進出（よじょうはパニック4としても準決勝進出）
- 賞金奪い合いネタバトル ソウドリ〜SOUDORI〜 シーズン4 - 優勝

2022年
- 賞金奪い合いネタバトル ソウドリ〜SOUDORI〜 シーズン8 - 優勝

2023年
- THE SECOND 〜漫才トーナメント〜 - 開幕戦ノックアウトステージ32→16進出
- 生配信!よしもと市場 第1回お笑いグランプリ - 優勝

2024年
- なんばグランド花月主催 第1回全国お笑い大会 - 優勝
- THE SECOND 〜漫才トーナメント〜 - 優勝

## 出演番組

### テレビ
過去のレギュラー番組
- 鉄筋base（関西テレビ）
- 炎上base（関西テレビ）
- 真夜中パンチィ（毎日放送、2011年4月14日 - 5月26日） - 木曜レギュラー
- やかせて!ソーセージ（毎日放送、2011年6月2日 - 9月30日） - 木曜レギュラー
- ソガのプワジ（毎日放送、2011年10月4日 - 2012年9月25日）
- わっしょい!5up（朝日放送、2012年）
- あしたモテ期にな〜れ! てるてるモテるちゃん（読売テレビ、2012年1月7日 - 3月10日）
- もってる!? モテるくん（読売テレビ、2012年3月17日 - 2013年2月23日、2013年10月5日 - 2014年3月29日）
- あほやねん!すきやねん!（NHK大阪、2012年4月 - 2013年3月） - 火曜レギュラー
- 女の子宣言!ヒルぽよTV（毎日放送、2012年10月12日 - 2014年6月27日） - 声、奥田のみ
- 週末応援ナビ☆あほやねん!すきやねん!→学校再発見バラエティー あほやねん すきやねん（NHK大阪、2013年4月 - 2016年3月） - 月1回レギュラー
- KANSAI IDOL LEAGUE （Kawaiian TV、2016年11月21日 - 2018年5月21日） - 月1回放送日ライブMC
- メッセンジャーの○○は大丈夫なのか?（毎日放送、2017年4月27日 - 2020年3月） - 準レギュラー
- かまちょ（毎日放送、2019年4月 - 2020年3月） - リポーター、6組の芸人が週替わり交替で担当
- ミント!（毎日放送、2020年4月2日 - 2021年3月5日）- 木曜レギュラー
- あさパラ!（読売テレビ、2013年6月1日 - 2021年3月13日） - 準レギュラー（月1回程度）、不定期でVTR企画も担当
- きらきん!（KBS京都、2020年10月9日 - 2023年3月24日） - 隔週レギュラー
- ウラマヨ!（関西テレビ、2010年4月 - 2023年3月25日） - 準レギュラー
- 真夜中市場〜ハイヒールの眠れない夜〜（関西テレビ、2017年5月20日 - 2023年3月）- 準レギュラー、降板後も「特選真夜中市場」に不定期で登場
- IBERIs&の愛され声優塾（BSよしもと、2023年9月20日 - 11月23日） - 奥田のみ、MC
- ブレーメンは戦いたい♪（BSフジ、2023年7月1日 - 12月8日） - MC

冠特番・不定期
- SHINPUU2 モンスターエンジン×学天即〜新ヒトの法則発見バラエティ〜パブロフとモルモット（関西テレビ、2012年2月6日）
- お笑いワイドショー マルコポロリ!（関西テレビ、2013年12月22日 - ） - 芸人リポーター、不定期
- NMBとまなぶくん（関西テレビ、2015年6月18日 - ） - ダブりの先輩、不定期
- 学天即の知らぬがホトケ（読売テレビ、2016年1月4日・2017年1月28日）
- 雨上がりのナニモン!?（関西テレビ）- リポーター、不定期
- マヨなか笑人（読売テレビ） - 不定期、2018年以降は「わざわざリサーチ」のコーナー
- 珍ゴシップ・ザ・ワールド（フジテレビ、2024年11月21日・2025年4月3日）- MC
- 有吉の壁（日本テレビ、2024年6月19日- ）
- THE突破ファイル（日本テレビ、2025年2月6日- ）
- サタデーLIVE ニュース ジグザグ（読売テレビ、2025年4月19日- ）奥田のみ

### ラジオ
現在のレギュラー番組
- ネオジャポのFight For The Radio（interfm、2023年1月5日 - ） - 奥田のみ
- 火曜喋るズ「橋本・奥田の銀銀学学」（2025年1月7日 - 、TOKYO FM） - 奥田のみ

過去のレギュラー番組
- ハンドレッドレディオ 第2部 学天即のマンスリー番長（MBSラジオ、2011年10月6日 - 12月29日）
- ヨシモト*chatterbox!（YES-fm、2012年4月4日 - 2013年4月3日） - 水曜日
- オンスト（YES-fm、2013年10月2日 - 2014年4月3日） - 木曜日
- 茶屋町アイドルプラザ（MBSラジオ、2014年4月3日 - 9月25日）
- うたバッカ（MBSラジオ、2014年10月2日 - 2015年3月26日） - 木曜日
- 上泉雄一のええなぁ!（MBSラジオ、2018年4月5日 - 2020年3月26日） - 木曜パートナー、奥田のみ
- よしもとラジオ高校〜らじこー（FM大阪、2014年4月1日 - 2023年3月28日） - 火曜日
- ガクテンソクのジャージですよ（FM宝塚、2017年4月5日 - 2023年3月29日） - 水曜日（本放送の翌週は再放送）

その他
- こんちわコンちゃんお昼ですょ!（MBSラジオ） - 主に放送週が5週ある月の木曜・金曜に不定期でゲスト出演
- ガクテンソクのオールナイトニッポン0(ZERO)（ニッポン放送、2024年6月9日） - 週替わりパーソナリティ

### ネット配信番組
- ネオジャポ道場（NEO JAPONISM公式YouTube Channel、2022年4月8日 - ） - 隔週金曜日配信、MC
- ガクテンソクの趣〜おもむき〜ラジオ（stand.fm、2023年5月29日 - ） - 毎週月曜日配信
- 放課後!ガルアワ部〜目指せ!芸能界への道〜（SHOWROOM、2023年6月30日 - 2024年6月7日） - 奥田のみ、MC

### CM
- スカパー! 「基本パック半額キャンペーン篇」「1chから始められます篇」（2014年1月12日 - 28日） - 声のみ

### MV
- NMB48「パンキッシュ」（2015年3月4日） - 奥田のみ
- 渡辺麻友「守ってあげたくなる」（2017年12月23日）

### Webショートドラマ
- 京佳お嬢様と奥田執事 （2025年配信、「有吉の壁」YouTubeチャンネル、他） - 奥田のみ[125]
- 京佳お嬢様と奥田執事 シーズン2（2025年配信、「有吉の壁」YouTubeチャンネル、他）  - 奥田・よじょう[126]

## DVD・書籍

### DVD
単独DVD
- マンザイ・オン・デマンド（2015年8月5日）

その他DVD
- 凸base(デコベース) 〜baseよしもとネタ全集2009〜（2009年1月1日）
- 凹base(ボコベース) 〜baseよしもと裏面集2009〜（2009年1月1日）
- 凸base(デコベース) 〜baseよしもとネタ全集2010〜（2010年1月1日）
- 凹base(ボコベース) 〜baseよしもと水泳大会2010〜（2010年1月1日）
- ytv×YOSHIMOTO ワイワイオールナイトライブ！ 〜にけつッ!!・マヨブラジオ・baseよしもと〜（2010年6月23日）
- 凸base(デコベース) 〜baseよしもとネタ全集2011〜（2011年1月26日）
- 凹base(ボコベース) 〜baseよしもと野球大会2011〜（2011年2月23日）
- THE FINAL COUNT DOWN LIVE bye 5upよしもと 2012→2013（2013年4月3日）
- 5upよしもとカウントダウンライブ2013→2014 ネタあり、歌あり、ダンスあり、ゲームあり、ジャンケン大会あり、卒業あり、いろいろありすぎてもうムチャクチャどす!!（2014年4月23日）

### 書籍
- 『baseよしもと公式ファンBOOK超b級!』（2010年3月26日、講談社、ISBN 978-4-06-348606-3）
- 『5upよしもとぴあ』（2013年2月26日、ぴあ、ISBN 978-4-83-561999-6）

奥田のみ
- 『何者かになりたくて』（2025年2月14日、ヨシモトブックス、ISBN 978-4847075278）

## 単独ライブ
2008年
- 11月2日 - 「学園天即」（baseよしもと/大阪）※初単独

2009年
- 2月1日 - 「迷走チラリズム」（baseよしもと/大阪）
- 5月16日 - 「上カルマ」（baseよしもと/大阪）
- 8月31日 - 「逆走ヒロイズム」（baseよしもと/大阪）
- 11月1日 - 「暴走テロリズム」（baseよしもと/大阪）
- 11月13日 - 「学天市場」（baseよしもと/大阪）

2010年
- 1月5日 - 「トーーク学天イーグルス」（baseよしもと/大阪）
- 1月23日 - 「四条の挑戦状」（baseよしもと/大阪）※四条のみ
- 1月23日 - 「大奥〜おしゃべり編〜」（baseよしもと/大阪）※奥田のみ
- 2月7日 - 「大奥」（baseよしもと/大阪）※奥田のみ
- 2月20日 - 「神算鬼謀」（baseよしもと/大阪）
- 2月27日 - 「トーーク学天イーグルス」（baseよしもと/大阪）
- 3月9日 - 「四条の挑戦状」（baseよしもと/大阪）※四条のみ
- 3月20日 - 「不意打ち」（baseよしもと/大阪）
- 3月27日 - 「トーーク学天イーグルス」（baseよしもと/大阪）
- 4月2日 - 「トーーク学天イーグルス」（baseよしもと/大阪）
- 4月23日 - 「四面楚歌」（baseよしもと/大阪）
- 4月24日 - 「大奥〜ムチャぶり編〜」（baseよしもと/大阪）※奥田のみ
- 5月11日 - 「トーーク学天イーグルス」（baseよしもと/大阪）
- 5月22日 - 「五月蝿ッ！」（baseよしもと/大阪）
- 5月23日 - 「四条の挑戦状」（baseよしもと/大阪）※四条のみ
- 8月15日 - 「八方美人」（baseよしもと/大阪）
- 9月2日 - 「トーーク学天イーグルス」（baseよしもと/大阪）
- 9月5日 - 「大奥〜おしゃべり編〜」（baseよしもと/大阪）※奥田のみ
- 9月12日 - 「大奥〜大喜利編〜」（baseよしもと/大阪）※奥田のみ
- 9月18日 - 「九頭龍閃」（baseよしもと/大阪）
- 9月19日 - 「大奥〜ゲームコーナー編〜」（baseよしもと/大阪）※奥田のみ
- 9月26日 - 「大奥〜ムチャぶり編〜」（baseよしもと/大阪）※奥田のみ
- 10月15日 - 「十人十色〜今年作ったネタ40本の中から厳選した10本を見てつかあさい〜」（baseよしもと/大阪）
- 11月7日 - 「大奥〜おしゃべり編〜」（baseよしもと/大阪）※奥田のみ

2011年
- 3月22日 - 「学天 単独Live 即」（5upよしもと/大阪）
- 5月24日 - 「学天 単独Live 即」（5upよしもと/大阪）
- 7月5日 - 「学天 トークlive 即」（5upよしもと/大阪）
- 8月7日 - 「学天 トークlive 即〜特別編〜」（5upよしもと/大阪）
- 9月11日 - 「学天 トークlive 即〜特別編〜」（5upよしもと/大阪）
- 10月18日 - 「学天 トークlive 即〜特別編〜」（5upよしもと/大阪）
- 11月11日 - 「学天 トークlive 即〜特別編〜」（5upよしもと/大阪）
- 12月11日 - 「学天 トークlive 即」（5upよしもと/大阪）

2012年
- 1月14日 - 「四条ファン集まれ！」（ワッハ上方/大阪）※四条のみ
- 1月25日 - 「学天 単独Live 即」（5upよしもと/大阪）
- 3月5日 - 「大奥〜祝！三十路編〜」（baseよしもと/大阪）※奥田のみ
- 3月8日 - 「学天 トークlive 即」（5upよしもと/大阪）
- 4月22日 - 「学天 単独Live 即」（5upよしもと/大阪）
- 6月26日 - 「学天 単独Live 即」（5upよしもと/大阪）
- 6月26日 - 「学天 トークlive 即」（5upよしもと/大阪）
- 7月21日 - 学天即“初”単独ライブツアー「パンダミック」（SUNSHINE STUDIO/愛知）
- 7月23日 - 学天即“初”単独ライブツアー「パンダミック」（シアターブラッツ/東京）
- 8月3日 - 学天即“初”単独ライブツアー「パンダミック」（5upよしもと/大阪）
- 10月8日 - 「四条ファン集まれ！」（ワッハ上方/大阪）※四条のみ
- 11月9日 - 「四条×奥田」（5upよしもと/大阪）

2013年
- 2月11日 - 「四条×奥田〜帝都大戦〜」（シアターブラッツ/東京）
- 4月2日 - 「四条×奥田」（5upよしもと/大阪）
- 8月5日 - 「学天列伝『漫才の虎』」（5upよしもと/大阪）
- 10月23日 - 「漫才のG☆スポット」（5upよしもと/大阪）

2014年
- 1月25日 - 「大奥・ニコ生編〜金屏風からこんばんは〜」（道頓堀ZAZA HOUSE/大阪）※奥田のみ
- 2月8日 - 「梅ノ花」（5upよしもと/大阪）※5upよしもと卒業公演
- 3月16日 - 「そうしゅんのさふらふ」（ヨシモト∞ホール/東京）
- 7月13日 - 学天即 夏の全国巡業「ビッググレートスーパーストロング漫才ツアー」（ルミネtheよしもと/東京）
- 7月18日 - 学天即 夏の全国巡業「ビッググレートスーパーストロング漫才ツアー」（よしもと紙屋町劇場/広島）
- 7月26日 - 学天即 夏の全国巡業「ビッググレートスーパーストロング漫才ツアー」（あるあるYY劇場/福岡）
- 8月29日 - 学天即 夏の全国巡業「ビッググレートスーパーストロング漫才ツアー」（なんばグランド花月/大阪）
- 9月26日 - 「金屏風からこんばんは」（つるとんたん和朗亭/大阪）※奥田のみ

2015年
- 1月30日 - 「金屏風からこんばんは」（つるとんたん和朗亭/大阪）※奥田のみ
- 2月21日 - 学天即東西単独公演「MAR〜マンザイ アンド ロマンス〜」（ルミネtheよしもと/東京）
- 2月25日 - 学天即東西単独公演「MAR〜マンザイ アンド ロマンス〜」（大丸心斎橋劇場/大阪）
- 3月3日 - 「金屏風からこんばんは」（ロフトプラスワンウエスト/大阪）※奥田のみ
- 4月10日 - 「金屏風からこんばんは Vol.2」（ロフトプラスワンウエスト/大阪）※奥田のみ
- 4月29日 - 学天即DVD収録単独ライブ「マンザイ・オン・デマンド」（ルミネtheよしもと/東京）
- 5月15日 - 「金屏風からこんばんは Vol.3」（ロフトプラスワンウエスト/大阪）※奥田のみ
- 5月31日 - 学天即単独ライブ 「販促ギリギリライブ in 沼津」（沼津ラクーンよしもと劇場/静岡）
- 6月27日 - 学天即単独ライブ 「販促ギリギリライブ in 幕張」（よしもと幕張イオンモール劇場/千葉）
- 7月3日 - 「金屏風からこんばんは Light」（ロフトプラスワンウエスト/大阪）※奥田のみ
- 8月12日 - 「学天即 夏の大単独ライブ〜影響受けまくりの先輩のネタとお喋り もちろん学天即の新ネタも添えて〜」（なんばグランド花月/大阪）
- 8月12日 - 「金屏風からこんばんは Special」（ロフトプラスワンウエスト/大阪）※奥田のみ、四条もゲスト出演
- 9月18日 - 「金屏風からこんばんは Vol.6」（ロフトプラスワンウエスト/大阪）※奥田のみ
- 10月9日 - 「金屏風からこんばんは Vol.7」（ロフトプラスワンウエスト/大阪）※奥田のみ
- 11月20日 - 「金屏風からこんばんは Vol.8」（ロフトプラスワンウエスト/大阪）※奥田のみ
- 12月13日 - 学天即ネタ&トークライブ「I・M・G・P」（ルミネtheよしもと/東京）

2016年
- 2月19日 - 「金屏風からこんばんは Vol.9」（ロフトプラスワンウエスト/大阪）※奥田のみ
- 2月29日 - 学天即単独ライブ「スタンド・バイ・マンザイ」（大丸心斎橋劇場/大阪）
- 3月4日 - 「金屏風からこんばんは Vol.10」（ロフトプラスワンウエスト/大阪）※奥田のみ
- 4月8日 - 「金屏風からこんばんは Vol.11」（ロフトプラスワンウエスト/大阪）※奥田のみ
- 5月13日 - 「金屏風からこんばんは Vol.12」（ロフトプラスワンウエスト/大阪）※奥田のみ
- 5月28日 - 学天即単独ライブ「W・W・M〜WORLD WIDE MANZAI〜」（よしもと祇園花月/京都）
- 6月24日 - 「金屏風からこんばんは Vol.13」（ロフトプラスワンウエスト/大阪）※奥田のみ
- 7月29日 - 「金屏風からこんばんは Vol.14」（ロフトプラスワンウエスト/大阪）※奥田のみ
- 8月19日 - 「学天即 夏の大祭り2016 in なんばグランド花月〜西漫所（にしのまんどころ）〜」（なんばグランド花月/大阪）
- 9月16日 - 「金屏風からこんばんは Vol.15」（ロフトプラスワンウエスト/大阪）※奥田のみ
- 10月7日 - 「金屏風からこんばんは Vol.16」（ロフトプラスワンウエスト/大阪）※奥田のみ
- 11月11日 - 「金屏風からこんばんは Vol.17」（ロフトプラスワンウエスト/大阪）※奥田のみ

2017年
- 1月6日 - 「月極！学天 新ネタLIVE」（道頓堀ZAZA HOUSE/大阪）
- 2月5日 - 「月極！学天 新ネタLIVE」（道頓堀ZAZA HOUSE/大阪）
- 3月18日 - 「月極！学天 新ネタLIVE」（道頓堀ZAZA HOUSE/大阪）
- 4月16日 - 「月極！学天 新ネタLIVE」（道頓堀ZAZA HOUSE/大阪）
- 5月6日 - 「月極！学天 新ネタLIVE」（道頓堀ZAZA HOUSE/大阪）
- 6月17日 - 「月極！学天 新ネタLIVE」（道頓堀ZAZA HOUSE/大阪）
- 7月14日 - 「月極！学天 新ネタLIVE」（道頓堀ZAZA HOUSE/大阪）
- 8月18日 - 学天即 夏の大祭り2017「漫才万博」（なんばグランド花月/大阪）
- 9月15日 - 「月極！学天 新ネタLIVE」（道頓堀ZAZA HOUSE/大阪）
- 10月7日 - 「月極！学天 新ネタLIVE」（道頓堀ZAZA HOUSE/大阪）

2018年
- 1月31日 - 「学天即の初初（ういうい）ネタライブ」（道頓堀ZAZA POCKET'S/大阪）
- 2月23日 - 「学天即の初初ネタライブ」（道頓堀ZAZA POCKET'S/大阪）
- 3月28日 - 「学天即の初初ネタライブ」（道頓堀ZAZA POCKET'S/大阪）
- 4月29日 - 「学天即の初初ネタライブ」（道頓堀ZAZA POCKET'S/大阪）
- 5月30日 - 「学天即の初初ネタライブ」（道頓堀ZAZA POCKET'S/大阪）
- 6月30日 - 「学天即の初初ネタライブ」（道頓堀ZAZA POCKET'S/大阪）
- 7月23日 - 「学天即の初初ネタライブ」（道頓堀ZAZA POCKET'S/大阪）
- 8月31日 - 学天即 夏の大祭り2018「宝塚喜劇団・漫組公演」（宝塚ソリオホール/兵庫）
- 9月24日 - 「学天即の初初ネタライブ」（道頓堀ZAZA POCKET'S/大阪）
- 10月22日 - 「学天即の初初ネタライブ」（道頓堀ZAZA POCKET'S/大阪）

2019年
- 3月25日 - 学天即単独ライブ「透明人間」（YES THEATER/大阪）
- 5月27日 - 学天即単独ライブ「青い」（YES THEATER/大阪）
- 7月26日 - 学天即単独ライブ「ANARCHY in the COMEDY SCENE」（YES THEATER/大阪）
- 9月4日 - 「ガチネタ！〜今年できたネタからの選りすぐりをお届け〜」（道頓堀ZAZA HOUSE/大阪）

2021年
- 2月20日 - 学天即単独ライブ「梅に鶯 柳に燕 三八マイクに学天即」（紀伊國屋サザンシアター TAKASHIMAYA/東京）
- 3月27日 - 学天即単独ライブ「梅に鶯 柳に燕 三八マイクに学天即〜京都公演〜」（よしもと祇園花月/京都）
- 5月22日 - 学天即単独ライブ「梅に鶯 柳に燕 三八マイクに学天即〜福岡公演〜」（よしもと福岡 大和証券/CONNECT劇場/福岡）
- 8月28日 - 「漫才尽くし〜学天即編〜」（大須演芸場/愛知）
- 11月6日 - 「シン・ガクテンソク劇場版〜さらば、全ての学天即〜」（YES THEATER/大阪）

2022年
- 6月27日 - ガクテンソク東名阪単独ツアー「諸行無常」（紀伊國屋サザンシアター TAKASHIMAYA/東京）
- 7月9日 - ガクテンソク東名阪単独ツアー「諸行無常」（YES THEATER/大阪）
- 8月21日 - ガクテンソク東名阪単独ツアー追加公演「諸法無我」（道頓堀ZAZA HOUSE/大阪）
- 8月27日 - ガクテンソク東名阪単独ツアー「諸行無常」（大須演芸場/愛知）

2023年
- 2月16日 - 「ネタだけのシンプル60分」（道頓堀ZAZA POCKET'S/大阪）
- 6月2日 - ガクテンソク単独ライブ「百代の過客」（YES THEATER/大阪）
- 6月2日 - アフタートークライブ「東京報告会」（YES THEATER/大阪）
- 6月18日 - ガクテンソク単独ライブ「百代の過客」（紀伊國屋サザンシアター TAKASHIMAYA/東京）

2024年
- 7月19日 - ガクテンソク単独ライブ「ふるべのかむわざ」（YES THEATER/大阪）
- 7月19日 - ガクテンソクトークライブ「のこり福」（YES THEATER/大阪）
- 7月26日 - ガクテンソク単独ライブ「ふるべのかむわざ」（ルミネtheよしもと/東京）
- 8月22日 - ガクテンソクトークライブ「宝塚チボリ」（ルミネtheよしもと/東京）

2025年
- 4月16日 - ガクテンソクトークライブ「宝塚チボリ」（ルミネtheよしもと/東京）
- 6月20日開催予定 - ガクテンソク単独ライブツアー2025『序説』（ルミネtheよしもと/東京）
- 7月10日開催予定 - ガクテンソクトークライブ「宝塚チボリ」（ルミネtheよしもと/東京）
- 7月21日開催予定 - ガクテンソク単独ライブツアー2025『序説』（メニコンシアター　Aoi/愛知）
- 8月9日開催予定 - ガクテンソク単独ライブツアー2025『序説』（よしもと福岡大和証券劇場）